# En el nombre del fútbol
En el Nombre del Fútbol (ENDF) fue un programa deportivo que se emitía por el Canal del Fútbol (CDF), de lunes a viernes en horario de 23:00 a 24:00 horas.
El programa estaba orientado a un panel de debate, discusión y análisis junto con noticias, reportajes y temas especiales a desarrollar. El programa dedicaba los días miércoles al campeonato de la Primera B con la revisión de los goles, noticias, estadísticas y notas de los equipos.
Con invitados relacionados con la contingencia del fútbol nacional e internacional, el programa además le daba una extensa cobertura a los equipos de provincias. Se emitía por las señales Básica y Premium desde el 25 de septiembre de 2006. El 20 de julio de 2012 el programa celebró la edición número 1.500 desde que se emite.
El día 14 de agosto de 2017 ENDF pasó a la historia, al convertirse en el primer programa futbolístico de la TV chilena en tener una mujer como panelista, al incluir a la periodista Grace Lazcano. Pero esto fue manchado debido a que su colega Romai Ugarte hizo un gesto obsceno mientras Pablo Flamm presentaba a Grace en el programa, lo que días después le costó el puesto en el CDF.
Luego de 13 años ininterrumpidos, el 29 de enero de 2019 En el Nombre del Fútbol fue sacado del aire, debido a una gran reestructuración de estudios, programas y rostros del CDF con la llegada del nuevo dueño: Turner.

## Conductores
| Período                                                 | Presentador (es)       |
| ------------------------------------------------------- | ---------------------- |
| 2006                                                    | Claudio Palma          |
| 2006 (solo cuando Claudio Palma estaba en los partidos) | Pablo Flamm            |
| 2007-2019                                               | Pablo Flamm Zamorano   |
| 2007-2008 (solo cuando no estaba Pablo Flamm)           | Jorge Cubillos         |
| 2009-2010 (solo cuando no estaba Pablo Flamm)           | Francisco Sougarret    |
| 2011-2012 (solo cuando no estaba Pablo Flamm)           | Luis Marambio          |
| 2011-2013 (solo cuando no estaba Pablo Flamm)           | Claudio Riquelme       |
| 2014-2017 (en ausencia de Pablo Flamm)                  | Romai Ugarte Ackermann |
| 2017-2018 (en ausencia de Pablo Flamm)                  | Andrés Solís           |

## Panelistas

### Primera B
- Gerardo Herrera (2008-2009, 2011-2019)
- Marcelo Muñoz (2014-2019)
- Iván Álvarez (2014-2019)
- Pablo Flamm (2006)
- Leo Ramírez (2007)
- Claudio Riquelme (2010-2013)
- Mauricio Pozo (2010-2014)
- Hernán "Clavito" Godoy (2011)

### Jugadas Polémicas
- Rubén Selmán (2009-2011)
- Enrique Marín (2010-2018)
- Jorge Massardo (2012-2018)

Equipo de Producción
- Ricardo Meza
- Mirko Orellana
- Jonathan Antúnez Silva
- Bret Oliver Hidalgo Ramírez

## Auspiciadores
- Servicopier (2006-2007)
- Redcompra (2008-2009)
- Polla Gol (2008-2019)
- Educación 2020 (2009-2010)
- Xperto de Polla (2009-2019)
- Movistar (2010-2018)
- Salfa (2010-2012)
- Gatorade (?-2019)
- Gato de Viña San Pedro (2013)